# گریس اشتات
گریس اشتات (به آلمانی: Griesstätt) یک شهر در آلمان است که در بایرن واقع شده‌است.

## خصوصیات
گریس اشتات ۲۹٫۵۲ کیلومترمربع مساحت دارد ۴۹۲ متر بالاتر از سطح دریا واقع شده‌است.